# Theretra boisduvalii
Theretra boisduvalii ist ein Schmetterling (Nachtfalter) aus der Familie der Schwärmer (Sphingidae).

## Merkmale

### Merkmale der Falter
Die Falter haben eine Flügelspannweite von 85 bis 110 Millimetern. Die Färbung von Theretra boisduvalii ist nicht sehr variabel. Die Art kann wegen ihrer dunkelbraunen Vorderflügel und den großteils schwarz gefärbten Hinterflügeln leicht von Theretra alecto unterschieden werden. Theretra clotho ist sehr ähnlich, die schräg über die Vorderflügel verlaufende Binde ist bei dieser Art jedoch deutlich kräftiger ausgebildet. Bei Theretra boisduvalii ist sie bei manchen Individuen auch zu einzelnen Strichen unterbrochen.

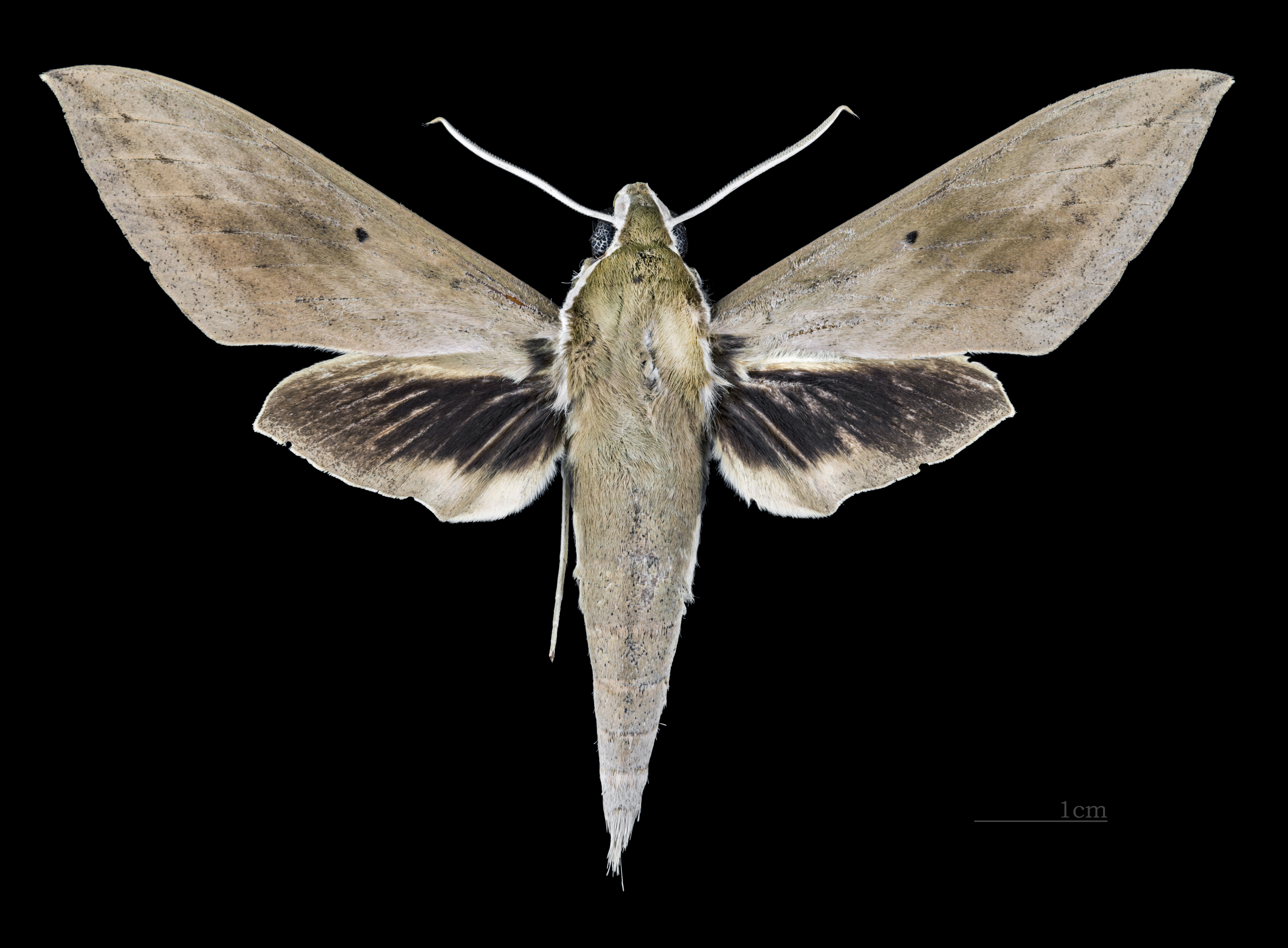
Männlich - Dorsalansicht
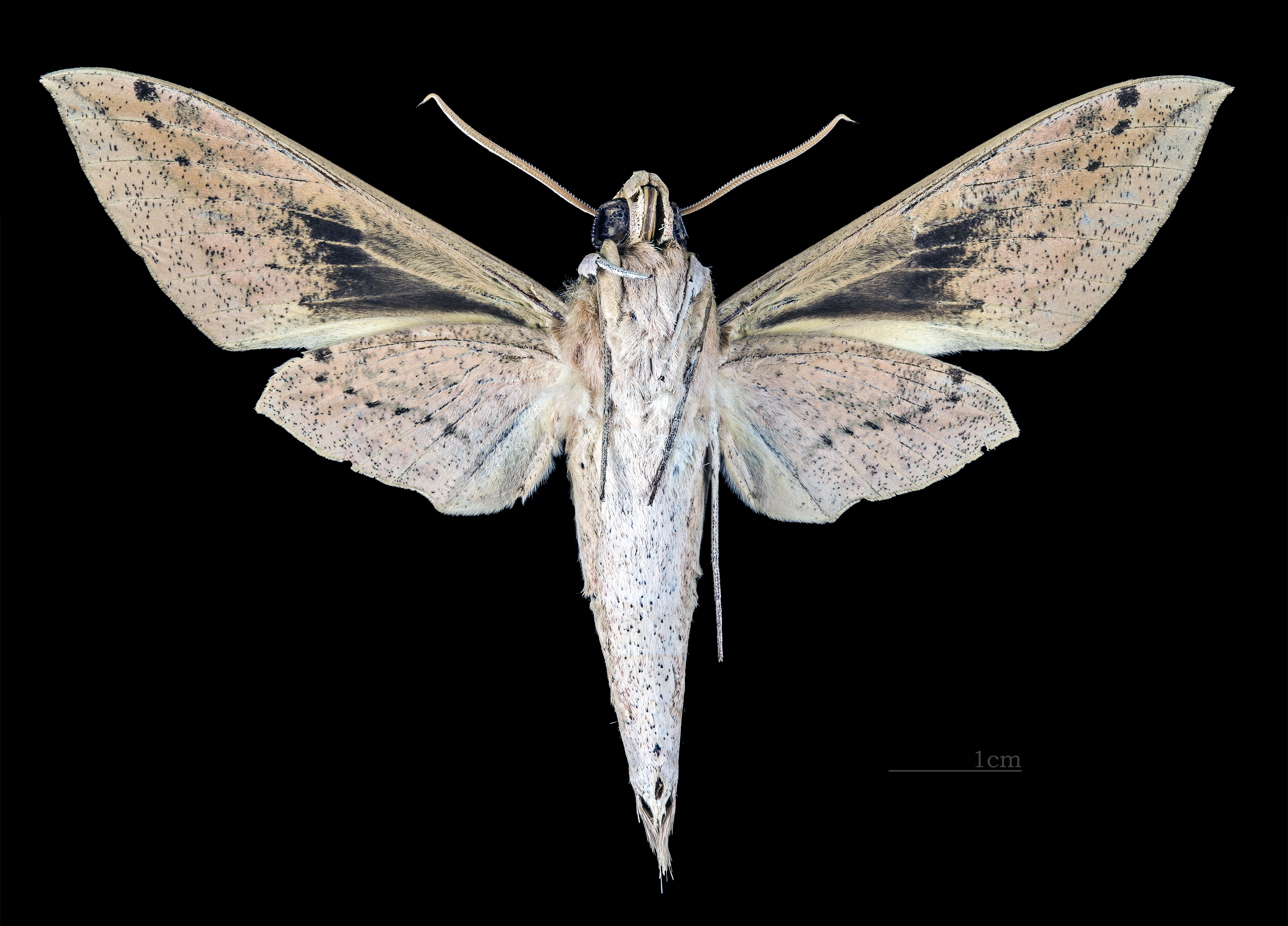
Männlich - △ Ventralansicht
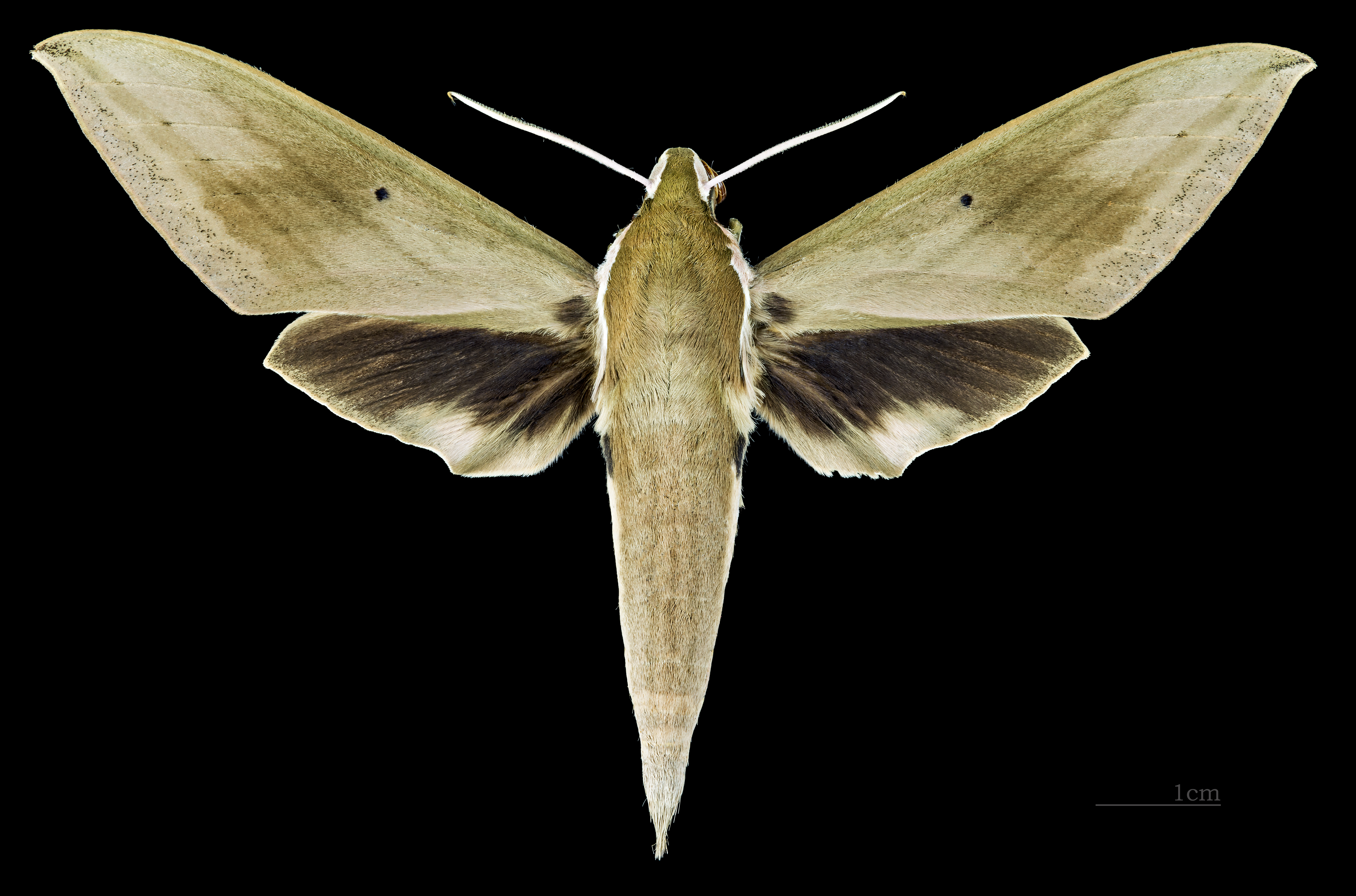
Männlich - Dorsalansicht
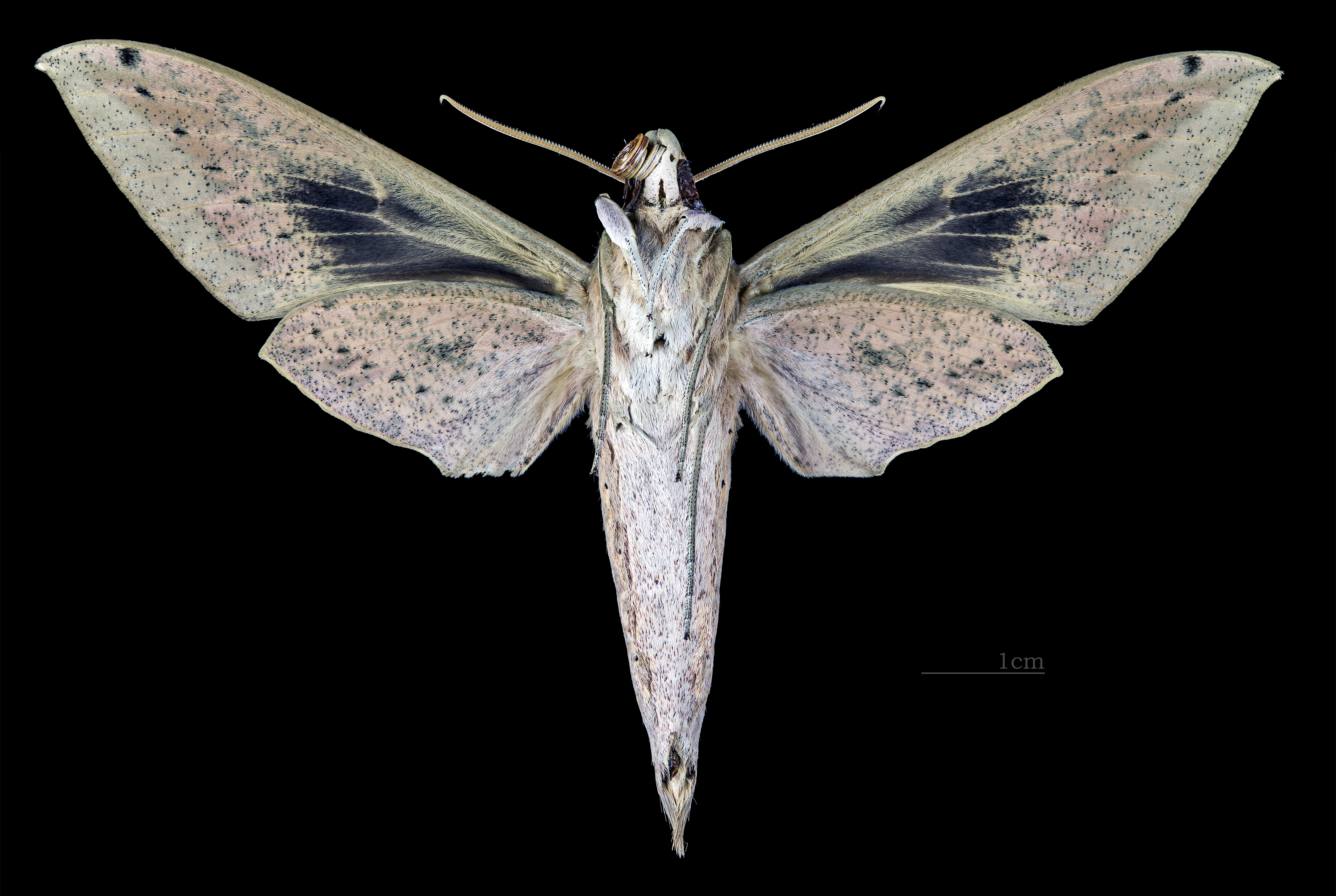
Männlich - △ Ventralansicht

### Merkmale der Raupen
Die Raupen werden etwa 100 Millimeter lang und treten wie auch bei der ähnlichen Art T. alecto in einer rotbraunen, einer violettbraunen und einer grünen Farbvariante auf. Ebenfalls wie T. alecto tragen sie ausgewachsen am ersten bis achten Segment gelb umrandete Augenflecken und haben ein blaues, leicht gekrümmtes, gedrungenes Analhorn.

### Ei und Puppe
Die Eier sind mit etwa zwei Millimetern Durchmesser verhältnismäßig groß. Sie sind oval und haben eine glänzend blassgrüne Farbe. Die Puppe ist 53 bis 70 Millimeter lang und ähnelt mit ihrer hellbraunen Farbe und dem kielförmigen Saugrüssel, der deutlich über den Kopf hinausragt, stark denen von Theretra alecto.

## Vorkommen und Lebensraum
Die Art tritt vom südöstlichen Iran östlich bis nach Sri Lanka und über das an das Himalaya-Massiv angrenzende Hügelland bis etwa 400 Meter Seehöhe bis Südostasien und Borneo auf. Die Falter fliegen im Spätsommer als seltene Gäste in den südöstlichen Iran sowie sehr selten in die Türkei und Griechenland ein, wo die Art aber nicht überwintert. Die Art ist jedoch seit einigen Jahren in Europa nicht mehr nachgewiesen worden. Besiedelt werden Waldränder und landwirtschaftliche Gebiete, in denen Weinrebengewächse (Vitaceae) angebaut werden.

## Lebensweise
Über die Lebensweise von Theretra boisduvalii ist nur wenig bekannt. Die Imagines werden stark durch künstliche Lichtquellen und Blüten angezogen. Die Raupen ernähren sich von Weinreben (Vitis) und Jungfernreben (Parthenocissus).

## Belege